# Harald Smith
Pour les articles homonymes, voir Smith.
Harald Smith, né le 29 juin 1879 à Østre Aker (no) et mort le 16 avril 1977 à Bad Ragaz, en Suisse est un coureur du combiné nordique norvégien.
Il a remporté la Médaille Holmenkollen en 1904 avant de contribuer au développer du ski en Europe centrale.

## Biographie

### Enfance et vie familiale
Harald Smith est le fils de Hjalmar Marinius Smith (1839-1907) et Fanny Maria Firth (né en 1850). La famille compte quatre fils. Hjalmar est né en 1878, Harald en 1879 et Trygve (no) en 1880. Lors du recensement de 1900, la famille habite au 8, rue Fearnley (no). Harald Smith est le neveu de Mathilde Smith (no).

### Carrière sportive

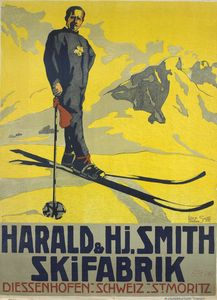
Affiche pour la société de fabrication de ski d'Harald Smith.

En 1901, Harald et Trygve Smith auraient aidé Adolfo Kind (en) à fonder le premier club italien, le Ski Club Torino. Les premiers cours de ski aurait été prodigué par Harald Smith à Sauze d'Oulx.
Lors du Festival de ski d'Holmenkollen, il termine 2e du combiné nordique en 1903 et 1904. En 1904, il remporte la Médaille Holmenkollen.
En 1905 avec ses frères Trygve et Hjalmar, il quitte la Norvège pour Saint Moritz en Suisse,. Hjalmar et Harald deviennent fabricants de ski à St-Moritz,.
Harald et Trygve quant à eux deviennent moniteurs de ski et les deux frères contribuent au développement du ski dans une partie de l'Europe notamment en Italie (no). Les deux frères construisent avec Paolo Kind (en) le premier tremplin de saut à ski d'Italie à Bardonnèche.
Le tremplin est inauguré en 1909 et les frères Smith, Trygve et Harald réalisent un record mondial pour l’époque en sautant respectivement 40 et 43 mètres. Quelques semaines plus tard, Harald réalise un second record du monde sur le Bolgenschanze (en) avec un saut à 45 mètres. Son frère, Trygve, réalise un saut à 46 mètres mais il chute à la réception et le saut n'est pas considéré comme valide.
Quelques semaines plus tard, les premiers championnats d'Italie de combiné nordique, saut à ski (de) et ski de fond (it) ont lieu sur le tremplin de Bardonnèche.
En 1910, Harald Smith aurait mis en place le premier slalom de Suisse à St-Moritz.
La fabrique de ski déménage à Diessenhofen puis est vendue à Ettinger en 1919,.

## Hommage
Avec ses frères, Harald Smith est considéré comme un des pionniers du ski en Suisse et en Italie. Une partie des pistes de ski de la station de Bardonèche est dénommé le Campo Smith. En 2019, la ville de Bardonnèche rend hommage aux deux frères en signant un partenariat avec la Fédération norvégienne de ski.

## Palmarès

### Résultats
Lors du Festival de ski d'Holmenkollen, il termine 2e du combiné nordique en 1903 et 1904.

### Records du monde
| Date | Athlète      | Distance  | Tremplin                  | Lieu        |
| ---- | ------------ | --------- | ------------------------- | ----------- |
| 1909 | Harald Smith | 43 mètres | Trampolino al campo Smith | Bardonnèche |
| 1909 | Harald Smith | 45 mètres | Bolgenschanze (en)        | Davos       |